# Reinhold Niemeyer
Karl Friedrich Reinhold Niemeyer (* 25. November 1885 in Peckelsheim; † 24. Juli 1959 in Brackwede) war ein deutscher Architekt und Stadtplaner. 

## Leben
Reinhold Niemeyer studierte Architektur in München und Bauingenieurwesen in Hannover und leistete während des Ersten Weltkriegs seinen Kriegsdienst ab.
Nach Kriegsende ging er 1919 als preußischer Regierungsbaumeister und Baurat nach Oppeln. 1922 wurde er Leiter der Wohnungsbaugesellschaft „Oberschlesische Heimstätte“. 1927 wurde er zum Oberregierungsbaurat ernannt und war Leiter der Landesplanung der Provinz Oberschlesien.

### Zeit des Nationalsozialismus
Im April 1931 kandidierte er für das Amt als Stadtrat für Bauwesen in Frankfurt am Main, konnte sich nach anfänglichen Schwierigkeiten gegen 72 Konkurrenten durchsetzen und löste den progressiveren Ernst May in der Frankfurter Stadtverordnetenversammlung ab. Zum 1. April 1933 trat er in die NSDAP ein (Mitgliedsnummer 1.811.542). 1934 wurde er zum Vorsitzenden der Deutschen Akademie für Städtebau, Reichs- und Landesplanung (DASRL) ernannt. Dieses Amt hatte er bis Ende des Zweiten Weltkriegs inne. Als er wegen seiner Alkoholsucht und einer Liebesaffäre ins Gerede kam, leitete Friedrich Krebs in seiner Funktion als Frankfurter Oberbürgermeister ein Dienststrafverfahren mit dem Ziel der Amtsenthebung ein. Niemeyer wurde 1936 suspendiert. Im eingeleiteten Prüfungsverfahren kam es zur Anhäufung von Vorwürfen. Im Januar 1937 kam der Prüfungsausschuss zu dem Ergebnis, dass sich Be- und Entlastungen die Waage hielten; das Verfahren wurde gegen Zahlung einer Disziplinarbuße in Höhe von 1.000 Reichsmark und der Verfahrenskosten wegen Geringfügigkeit eingestellt. Niemeyer trat 1938 von seinem Amt zurück und entzog sich damit weiteren Entlassungsforderungen seitens Krebs. Erfolglos bewarb er sich zwischenzeitlich auf eine Stelle als Landesplaner in der Kurmark.
Nach Verhandlungen zwischen Oberbürgermeister Krebs, dem Regierungspräsidenten in Wiesbaden Friedrich Pfeffer von Salomon, den Ministerialbeamten in Berlin und dem Oberpräsidenten der Provinz Brandenburg Emil Stürtz wurde Niemeyer Mitte 1938 auf die Stelle als Landesrat und Landesplaner der Provinz Brandenburg nach Berlin versetzt. Nebenamtlich übernahm er 1940 die Stadtplanung von Prag in der Funktion als Präsident der Planungskommission für die Hauptstadt Prag und Umgebung. Mit der Übernahme der Leitung einer Forschungs- und Planungsabteilung für die besetzten Ostgebiete, auch: Abteilung „Technische Planung Ost“ im Speerministerium, im Jahr 1942 und zu diesem Zeitpunkt in seiner Funktion als Landesrat kam seine Planungsarbeit für das Prager Gebiet zum Erliegen. Ab 1943 war er Abteilungsleiter in Albert Speers Arbeitsstab für den Wiederaufbau bombenzerstörter Städte mit dem Aufgabengebiet „Raumordnung und Eisenbahnanlagen“.

### Nachkriegsjahre
Nach Kriegsende ging er nach Brackwede, von wo aus er freiberuflich Wiederaufbauplanungen für mehrere durch Bombenangriffe zerstörte westfälische Städte betrieb, beispielsweise von 1946 bis 1950 als Chefplaner für Paderborn und 1949/1950 für Espelkamp.
Im Herbst 1945 trat Niemeyer in Vertretung einiger Kollegen an Stephan Prager mit dem Wunsch der Neugründung der DASRL heran, dem dieser nach Abwägung dann 1946 durch Gründung der Deutschen Akademie für Städtebau und Landesplanung (DASL) nachkam.
Beim Wiederaufbau Paderborns ging es ihm und den anderen Verantwortlichen vor allem um die Verwirklichung der Möglichkeiten des neuzeitlichen Städtebaus basierend auf der Charta von Athen von 1933. Neben einer auf den motorisierten Individualverkehr zugeschnittenen Verkehrsplanung mit breiten Straßen und Parkplätzen in der Innenstadt sowie die Schaffung möglichst vieler Grün- und Freiflächen spielte hierbei die Umgestaltung des westlichen Paderquellgebietes zu einer vielfältig für die Bürger nutzbaren Grünfläche eine tragende Rolle.
Niemeyer gehörte zum sogenannten „Anholter Kreis“, der sich auf Initiative von Rudolf Wolters und Friedrich Tamms erstmals im August 1947 auf der Burg Anholt zusammenfand. Trotz Zusage erschien Niemeyer nicht zum ersten Treffen, nahm aber am zweiten Treffen im August 1949 und am dritten und letzten Treffen 1950 teil.

## Auszeichnungen
- Bundesverdienstkreuz (Steckkreuz), verliehen am 4. Juli 1952
- Cornelius-Gurlitt-Denkmünze der DASL, 1957[2]

## Publikationen
- Forderungen an ein künftiges Planungs- und Baurecht. Otto Elsner Verlagsgesellschaft, Berlin 1942.
- mit Carl Pirath: Städtebau und Nahverkehr (= Berichte zur Raumforschung und Raumordnung. Band 8). K. F. Koehler Verlag, Leipzig 1941.
- mit Rudolf Müller: Landesplanungsgemeinschaft Brandenburg. Denkschrift über die Bildung eines Wasserverbandes der Spree. Berlin 1939.
- Großstadtprobleme. Vortrag im Haus der Technik. Essen 1935.
- Wohnungsfürsorge-Gesellschaft für Oberschlesien (Hrsg.) Oberschlesische Wohnungsnot. Lindner-Verlag, Düsseldorf 1928 (mit Geleitwort von Alfons Proske).